# Mark Youngblood
Mark Youngblood, pseudonimo di Mark Romero (Amarillo, 21 luglio 1963), è un ex wrestler statunitense.

## Carriera
Mark Romero è figlio del wrestler Ricky Romero. Cominciò a lottare utilizzando il nome Mark Youngblood nel 1980 e lavorò principalmente nella Jim Crockett Promotions lottando in coppia con Wahoo McDaniel. Nel 1985 lottò nella Florida Championship Wrestling insieme al fratello Jay e nel 1986 formò il tag team insieme al suo fratello più piccolo Chris Romero a seguito della morte di Jay.
I due riscossero un buon successo nella World Wrestling Council e successivamente in promozioni quali Global Wrestling Federation e United States Wrestling Association come "The Tribal Nation". Ebbero anche un breve stint nella World Championship Wrestling come "The Renegade Warriors". Nel 1999 Mark si ritirò dal wrestling.
Nel 2006 tornò sul ring nella West Texas Wrestling Legends di proprietà del fratello Chris. Fece svariate apparizioni prima di ritirarsi nuovamente. Il 13 gennaio 2007, tornò a sorpresa nella WTWL e sconfisse il campione WTWL Thunder conquistando il titolo. Dopo il match, i wrestler "Hobo" Hank, Mike DiBiase, Dice Murdock, "Radical" Ricky Romero III e Chris Romero lo raggiunsero sul ring per festeggiare con lui la vittoria. Romero spiegò che il suo ritorno era previsto solo per una notte e in seguito rese vacante la cintura WTWL.

## Titoli e riconoscimenti
- Cauliflower Alley Club
  - Family Wrestling Award (2015) – con Chris Youngblood, Jay Youngblood e Ricky Romero[8]
- Central States Wrestling
  - NWA Central States Tag Team Championship (2) – con Mike George[9]
  - NWA Central States Television Championship (2)[10]
- Championship Wrestling from Florida
  - NWA United States Tag Team Championship (Florida version) (2) – con Jay Youngblood[3]
- Global Wrestling Federation
  - GWF Tag Team Championship (1) – con Chris Youngblood[4]
- Mid-Atlantic Championship Wrestling
  - NWA Television Championship (1)[11][12]
  - NWA World Tag Team Championship (Mid-Atlantic version) (2) – con Wahoo McDaniel[2]
- Pro Wrestling Illustrated
  - 321º tra i migliori 500 wrestler singoli nei PWI 500 del 1991[13]
  - 100º tra i 100 migliori tag team nei PWI Years con Chris Youngblood nel 2003.
- Southern Championship Wrestling
  - SCW Tag Team Championship (1) - con Chris Youngblood[14]
- West Texas Wrestling Legends
  - WTWL Championship (1)[1]
- World Class Championship Wrestling
  - WCCW Television Championship (1)[15][16]
- World Wrestling Council
  - WWC Caribbean Tag Team Championship (3) – con Chris Youngblood[5]
  - WWC World Tag Team Championship  (6) – con Chris Youngblood[6]